# Elecciones municipales de Piura de 1986
Las elecciones municipales de Piura de 1986 se llevaron a cabo el 9 de noviembre de 1986 para elegir al alcalde y al Concejo Provincial de Piura para el periodo 1987-1989. La elección se celebró simultáneamente con elecciones municipales en todo el país.

## Sistema electoral
La Municipalidad Provincial de Piura es el órgano administrativo y de gobierno de la provincia de Piura. Está compuesta por el alcalde y el Concejo Provincial.
La votación del alcalde y el concejo se realiza en base al sufragio universal, que comprende a todos los ciudadanos nacionales mayores de dieciocho años, empadronados y residentes en la provincia de Piura y en pleno goce de sus derechos políticos, así como a los ciudadanos no nacionales residentes y empadronados en la provincia de Piura.
El Concejo Provincial de Piura está compuesto por 19 regidores elegidos por sufragio directo para un período de tres (3) años, en forma conjunta con la elección del alcalde (quien lo preside) La votación es por lista cerrada y bloqueada. Se asigna a la lista ganadora los escaños según el método d'Hondt o la mitad más uno, lo que más le favorezca. Es elegido como alcalde el candidato que ocupe el primer lugar de la lista que haya obtenido la más alta votación.

## Composición del Concejo Provincial de Piura
La siguiente tabla muestra la composición del Concejo Provincial de Piura antes de las elecciones.
| Partidos | Partidos                  | Regidores |
| -------- | ------------------------- | --------- |
|          | Partido Aprista Peruano   | 11        |
|          | Izquierda Unida           | 4         |
|          | Acción Popular            | 3         |
|          | Partido Popular Cristiano | 1         |

## Partidos y candidatos
A continuación se muestra una lista de los principales partidos y alianzas electorales que participaron en las elecciones:
| Candidatura | Candidatura | Partidos y alianzas | Candidatos | Candidatos             | Ideología                                               | Resultado previo | Resultado previo | Ref. |
| Candidatura | Candidatura | Partidos y alianzas | Candidatos | Candidatos             | Ideología                                               | Votos (%)        | Reg.             | Ref. |
| ----------- | ----------- | --- | ---------- | ---------------------- | ------------------------------------------------------- | ---------------- | ---------------- | ---- |
|             | APRA        | Lista - Partido Aprista Peruano (APRA) |            | Freddy Aponte Guerrero | Aprismo                                                 | 41.75%           | 11               |      |
|             | IU          | Lista - Izquierda Unida (IU) – Unión de Izquierda Revolucionaria (UNIR) – Partido Unificado Mariateguista (PUM) – Partido Socialista Revolucionario (PSR) – Partido Comunista Revolucionario (PCR) – Partido Comunista Peruano (PCP) – Frente Obrero Campesino Estudiantil y Popular (FOCEP) |            | Pedro Camino Flores    | Marxismo-leninismo Mariateguismo Socialismo democrático | 31.15%           | 4                |      |
|             | PPC         | Lista - Partido Popular Cristiano (PPC) |            | Jorge Gamio Vargas     | Conservadurismo social Humanismo Democracia cristiana   | 7.25%            | 1                |      |

## Resultados

### Sumario general
|                        |                                 |              |              |              |           |           |
| Partidos y coaliciones | Partidos y coaliciones          | Voto popular | Voto popular | Voto popular | Regidores | Regidores |
| Partidos y coaliciones | Partidos y coaliciones          | Votos        | %            | ±pp          | Total     | +/−       |
|                        | Partido Aprista Peruano (APRA)  | 73,279       | 54.87        | +13.12       | 11        | ±0        |
|                        | Izquierda Unida (IU)            | 43,619       | 32.66        | +1.51        | 6         | +2        |
|                        | Partido Popular Cristiano (PPC) | 16,663       | 12.48        | +5.23        | 2         | +1        |
|                        |                                 |              |              |              |           |           |
| Total                  | Total                           | 133,561      |              |              | 19        | ±0        |
|                        |                                 |              |              |              |           |           |
| Votos válidos          | Votos válidos                   | 133,561      | 86.78        | +8.91        |           |           |
| Votos en blanco        | Votos en blanco                 | 6,134        | 3.99         | –6.02        |           |           |
| Votos nulos            | Votos nulos                     | 14,220       | 9.24         | –2.87        |           |           |
| Votos emitidos         | Votos emitidos                  | 153,915      | 83.63        | +8.62        |           |           |
| Abstenciones           | Abstenciones                    | 30,118       | 16.37        | –8.62        |           |           |
| Votantes registrados   | Votantes registrados            | 184,033      |              |              |           |           |
|                        |                                 |              |              |              |           |           |
| Fuente:                |                                 |              |              |              |           |           |

## Elecciones municipales distritales

### Resultados por distrito
La siguiente tabla enumera el control de los distritos de la provincia de Piura. El cambio de mando de una organización política se resalta del color de ese partido.
| Distrito               | Alcalde(sa) titular        | Partido político | Partido político         | Alcalde(sa) electo(a)      | Partido político | Partido político         |
| ---------------------- | -------------------------- | ---------------- | ------------------------ | -------------------------- | ---------------- | ------------------------ |
| Bellavista de la Unión | Pablo Chunga Nunura        |                  | Izquierda Unida          | Pedro Aldana Puescas       |                  | Partido Aprista Peruano  |
| Bernal                 | Claudio Loro Castro        |                  | Partido Aprista Peruano  | Luis Mendoza Ayala         |                  | Partido Aprista Peruano  |
| Castilla               | Guillermo Ruiz Mogollón    |                  | Partido Aprista Peruano  | Ezequiel Costa Seminario   |                  | Partido Aprista Peruano  |
| Catacaos               | Luis Pizá Espinoza         |                  | Izquierda Unida          | Pablo Rentería Arrunátegui |                  | Partido Aprista Peruano  |
| Cristo Nos Valga       | Oswaldo Quezada Chunga     |                  | Partido Aprista Peruano  | Oswaldo Quezada Chunga     |                  | Partido Aprista Peruano  |
| Cura Mori              | Carlos Apéstegui Rubio     |                  | Partido Aprista Peruano  | Mercedes Ramos Morales     |                  | Partido Aprista Peruano  |
| El Tallán              | Román Conveño Iván         |                  | Izquierda Unida          | Juan Mechato Estrada       |                  | Partido Aprista Peruano  |
| La Arena               | José Raymundo Inga         |                  | Izquierda Unida          | Emeterio Macalupú Sernaque |                  | Partido Aprista Peruano  |
| La Unión               | Julián Ortiz Martínez      |                  | Partido Aprista Peruano  | Carlos Bayona Ubillús      |                  | Partido Aprista Peruano  |
| Las Lomas              | Justo Gil Soto             |                  | Partido Aprista Peruano  | Justo Gil Soto             |                  | Partido Aprista Peruano  |
| Rinconada-Llícuar      | Teófilo Vite García        |                  | Lista Independiente N° 3 | Lino Bayona Martínez       |                  | Lista Independiente N° 5 |
| Sechura                | Martín Ayala de Dios       |                  | Partido Aprista Peruano  | Manuel Amaya Pazo          |                  | Partido Aprista Peruano  |
| Tambo Grande           | César Crisanto Palacios    |                  | Izquierda Unida          | Ramón Celi Soto            |                  | Partido Aprista Peruano  |
| Vice                   | Gualberto Rodríguez Aldana |                  | Partido Aprista Peruano  | Gualberto Rodríguez Aldana |                  | Partido Aprista Peruano  |